# Gora Opornaja
Gora Opornaja (Transkription von russisch Гора Опорная ‚Unterstützungsberg‘) ist ein Nunatak im ostantarktischen Mac-Robertson-Land. Er ragt am Südostrand der Barkell-Plattform am nördlichen Ende des Mawson Escarpment auf.
Russische Wissenschaftler benannten ihn.